# Oecomys rutilus
Oecomys rutilus é uma espécie de roedor da família Cricetidae.
Pode ser encontrada nos seguintes países: Guiana Francesa, Guiana, Suriname e Venezuela.